# Lomatium parvifolium
Lomatium parvifolium är en flockblommig växtart som först beskrevs av William Jackson Hooker och George Arnott Walker Arnott, och fick sitt nu gällande namn av Jeps.. Lomatium parvifolium ingår i släktet Lomatium och familjen flockblommiga växter. Inga underarter finns listade i Catalogue of Life.